# Операція «Готичний змій»
Операція «Готичний змій» (англ. Operation Gothic Serpent) — військова операція сил спеціальних операцій США, що діяли під час громадянської війни в Сомалі у складі миротворчих сил Організації Об'єднаних Націй у країні. Метою операції американських збройних сил, якою керувало Об'єднане Командування ССО США, було захоплення польового командира Національного Альянсу Сомалі Мохамеда Айдіда. Бойові дії, що досягли шалу на початку жовтня 1993 року, розгорнулися між Коаліційними силами місії ООН та бойовиками М. Айдіда в столиці Сомалі Могадішо та її околицях.

## Зміст
У грудні 1992, чинний Президент США Джордж Буш-старший віддав наказ американським військовим на участь у миротворчої операції ООН під умовною назвою «Відродження надії», метою якої було відновлення конституційного порядку в Сомалі, яке з 1991 перебувало у хаосі жорстокої громадянської війни. Цим скористалося багато польових командирів, «борців за віру» й звичайних бандитів. З кожним місяцем ситуація погіршувалася; у ході боїв припинили нормально функціонувати всі державні інституції, а також було зруйновано практично всю соціальну інфраструктуру. Одним з наслідків безладу, який охопив усю країну, став небувалий за своїми масштабами голод. Жертвами голоду стали приблизно 300 тис. чоловік. Організація Об'єднаних Націй неодноразово намагалася забезпечити постраждалих від голоду продуктами харчування, проте усі ці спроби закінчилися провалом — в умовах загального хаосу в країні, гуманітарні колони часто розграбовували бандити.
У січні 1993, на зміну Бушу-старшому за результатами Президентських виборів 1992 року прийшов Білл Клінтон, який продовжив політичний курс на підтримку збройного втручання американських збройних сил у Сомалійський конфлікт.

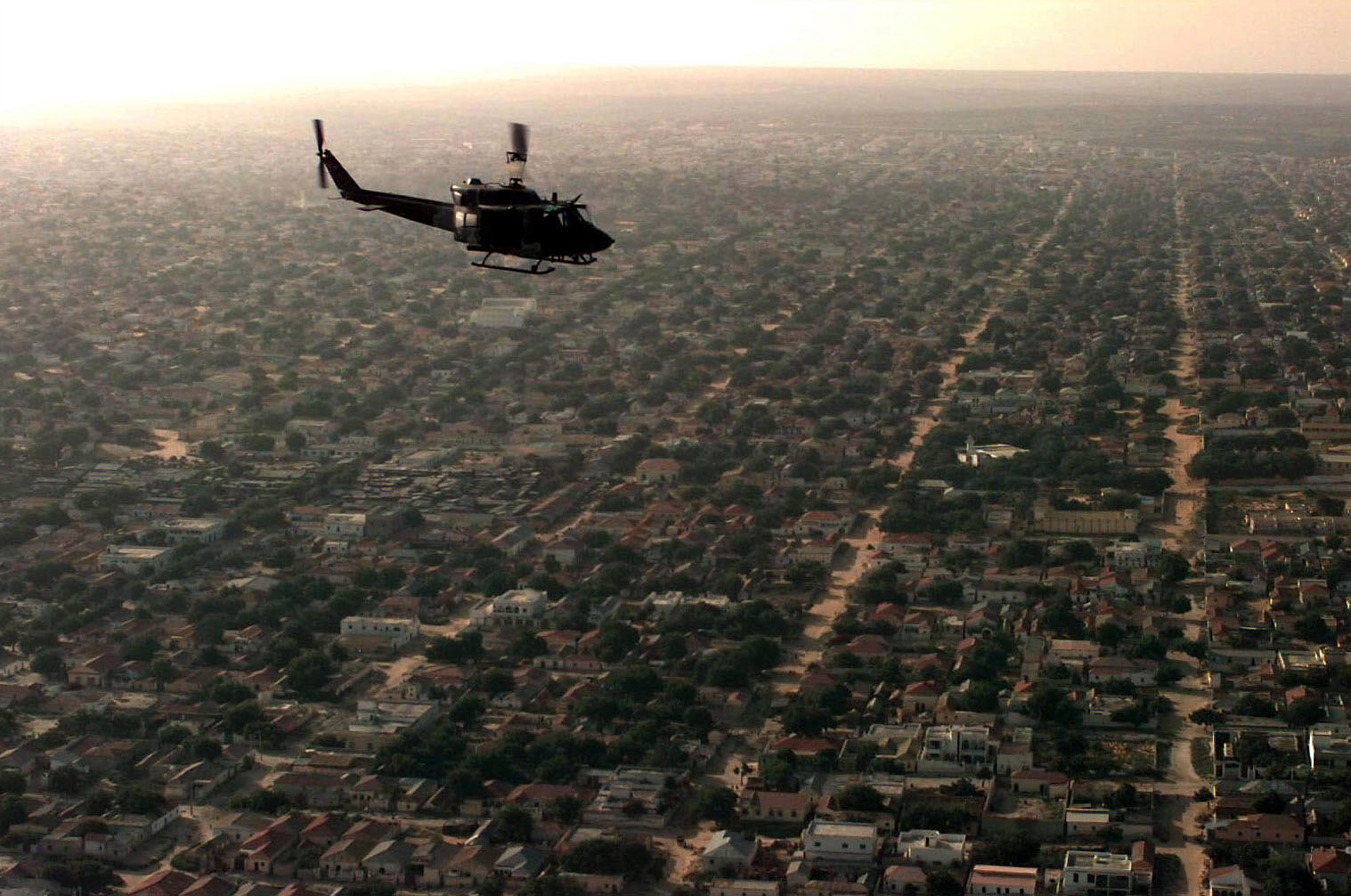
Вид на Могадішо з повітря на тлі гелікоптера UH-1 «Ірокез» Корпусу морської піхоти США, 1 грудня 1992

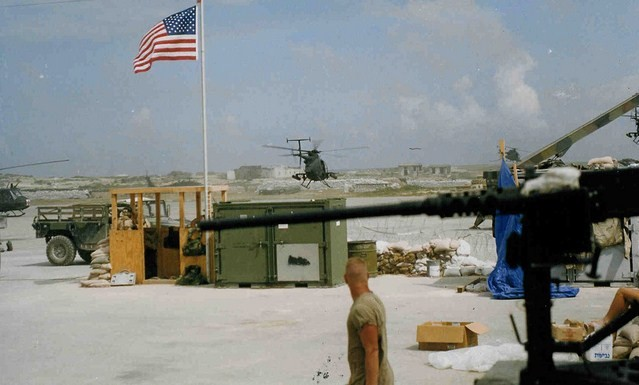
Пара вертольотів MH-6 «Літтл Берд» зі складу 160-го авіаполку ССО прямує на підтримку бою в столиці. Битва в Могадішо. 3 жовтня 1993

З грудня 1992 року багатонаціональні сили під егідою ООН і на чолі зі США розпочали збройну інтервенцію в Сомалі, щоб доставити гуманітарну допомогу постраждалим верствам населення. Після успішного досягнення цієї мети ООН взяла на себе відповідальність за політичне майбутнє країни, виступивши в ролі посередника між найвпливовішими супротивниками М.Айдідом і С.Мохаммедом.
У травні 1993, усі партії, угруповання та рухи, що брали участь у конфлікті, погодилися на проведення конференції з роззброєння, яку запропонував один з найвпливовіших лідерів повстання, Мохамед Фарах Айдід, колишній генерал-майор сомалійської армії та випускник радянської Академії ім. Фрунзе. Засновник Національного Альянсу Сомалі мав колосальну підтримку серед місцевого населення, фракції та прибічники його Альянсу були по усій країні. Під проводом М.Айдіда вони вели збройну боротьбу не тільки з іншими сомалійськими польовими командирами, а й з миротворчими силами ООН.
5 червня 1993 у результаті засідки в контрольованому силами М.Айдіда секторі Могадішо, яку влаштували сомалійські бандити, було вбито 24 пакистанських миротворців, у тому числі двох вже після того, як вони були в полоні. Того ж дня здійснено напади на інші групи миротворчих патрулів у місті.
На фоні цих подій ситуація стала погіршуватися ще швидше. 12 червня миротворці захопили в полон Алі Кейді, одного з генералів Айдіда. 17 червня у спробі блокувати будинок Айдіда в засідку потрапили пакистанські і марокканські миротворці. Надалі масштабні скоординовані напади на війська ООН ставалися щотижня. Американська авіація завдала ряд ударів, використовуючи літаки вогневої підтримки AC-130H і вертольоти AH-1 «Кобра», і знищила штаб-квартиру Національного Альянсу Сомалі, радіостанцію і будинок Айдіда. Наземні сили ООН взяли під контроль більшу частину території, котру раніше контролював Айдід, але генерал перейшов на нелегальне становище і продовжував керувати Альянсом з підпілля. Після цього за його голову було призначено винагороду в 25 тис. доларів.
Незабаром, ООН прийняло резолюцію 837, в якій закликало арештувати та віддати від суд винних у нападі на миротворців у столиці Сомалі. З цього часу американські військові влаштували полювання на усіх прибічників М.Айдіда, маючи за мету захоплення лідера повстанців, однак усі ці спроби були марними, польовий командир залишався невловимим. Напруженість між місцевим населенням та військовиками ООН зростала.

### Оперативна група «Рейнджер»
8 серпня 1993, бойовики М.Айдіда використали саморобний вибуховий пристрій з дистанційним управлінням та підірвали транспортний засіб американських збройних сил, унаслідок вибуху загинуло 4 службовці військової поліції США. Через два тижні після підриву наступної бомби постраждали ще 7 чоловік. Після цього за поданням міністра оборони Леса Еспіна Конгрес США 90 голосами проти 7 голосує за посилення ударної частини контингенту.
Президент США Б.Клінтон затвердив пропозицію військових про розгортання спеціальної оперативної групи військ, що складатиметься з 400 рейнджерів та операторів «Дельти» із силами забезпечення. Бойовий кістяк оперативної групи «Рейнджер» становив 160 військовиків з елітних підрозділів.

#### Складоперативної групи«Рейнджер»
Оперативна група «Рейнджер» складалася з:
- роти «B» 3-го батальйону 75-го полку рейнджерів;
- ескадрону «C» 1-го спеціального загону «Дельта»;
- оперативного загону 160-го авіаційного полку спецоперацій у складі 16 бойових вертольотів, зокрема MH-60 «Блек Гок» та AH/MH-6 «Літтл Берд»;
- 4 операторів DEVGRU;
- парашутистів-рятівників і бойових контролерів 24-ї ескадрильї спеціальної тактики ССО ВПС.

22 серпня оперативна група під командуванням командувача Об'єднаного Командування ССО США генерал-майора Вільяма Гаррісона розгорнулася на території Сомалі й розпочала пошуки М.Айдіда.

### Загальна обстановка
Підрозділи оперативної групи «Рейнджер» розташувалися на території недіючого аеропорту Могадішо в покинутому ангарі. Війська потерпали від постійних обстрілів з мінометів сомалійських повстанців та браку питної води.
Водночас, окремі групи та підрозділи продовжували пошукову діяльність, намагаючись захопити лідерів бойовиків та їх помічників. У наслідок рейдів рейнджери спромоглися затримати декількох безпосередніх заступників М.Айдіда та викрити низку схованок зі зброєю. Армійська авіація постійно баражувала над містом, щоб зменшити чутливість громадськості до присутності військових літаків у небі столиці та одночасно краще ознайомитися з плануванням вузьких вуличок Могадішо, дорожними розв'язками та проїздами.
21 вересня, в результаті успішно проведеної спеціальної операції групою «Дельта» був захоплений фінансист Айдіда Осман Алі Атто, коли той виїжджав з міста.
25 вересня 1993, один з бойовиків М.Айдіда пострілом з РПГ збив бойовий вертоліт MH-60 «Блек Гок» 101-ї повітрянодесантної дивізії у районі Нового порту поблизу Могадішо. Хоча цей вертоліт не входив до складу оперативної групи «Рейнджер», його збиття викликало неабиякий підйом серед сомалійських повстанців й розцінювалося ними, як важлива перемога.

### Битва в Могадішо
Опівдні 3 жовтня 1993 розвідка повідомила штаб оперативної групи «Рейнджер» про те, що два лідери з клану М.Айдіда збираються у центрі столиці для наради. Американці відрядили групу перехоплення, що нараховувала 160 чоловік, за підтримки 19 бойових вертольотів, 12 автомашин. Ця група мала раптово напасти на місце проведення наради представників польового командира, заарештувати усіх та, не вступаючи у сутичку з місцевими повстанцями, відійти до базового табору в аеропорт.
Спочатку спеціальна операція розвивалася за планом, але незабаром ситуація повністю вийшла з-під контролю американців і перетворилася на одну з найзапекліших битв в історії американських сил спеціальних операцій.
Під час десантування на «фаст-ропах» з висоти 20 метрів з вертольоту впав рядовий Тодд Блекберн з 75-го полку рейнджерів, отримавши важкі поранення. У ході відведення захоплених у полон та поранених, два багатоцільові вертольоти UH-60 «Блек Гок» були збиті вогнем з РПГ, ще три отримали пошкодження різного ступеня. Частину з постраждалих пілотів та операторів ССО, що перебували на борту гелікоптерів, вдалося швидко евакуювати з місць падіння, однак, решта рейнджерів лишалися біля збитих вертольотів і вели нічний бій протягом тривалого часу. З усього міста до пунктів, де зосередилися американські військові, стікалися великі натовпи сомалійців, озброєних та без зброї, котрі хвилями атакували рейнджерів та операторів ССО, масово гинучи при цьому.
Справжня битва розгорнулася біля одного зі збитих гелікоптерів UH-60 «Блек Гок» (позивний «Супер 64») 160-го авіаполку ССО. Вцілілі вояки прийняли бій проти переважаючих сил ворога, врятувати їх у цій обстановці було неможливо. Тоді два снайпери з ескадрону «C» 1-го спеціального загону «Дельта»: майстер-сержант Гері Гордон та сержант першого класу Ренді Шугарт викликалися на добровільний захист екіпажу цього вертольота, розуміючи що шансів вціліти практично немає. Тільки після третього запиту на дозвіл, командування дало їм добро й вони приземлилися біля «Супер 64».
Попри героїчні зусилля снайперів «Дельти» захистити поранених пілотів, велика група бойовиків оточила льотчиків і вбила їх. Вцілів лише пілот вертольота Чіф-ворент-офіцер 3 класу Майкл Дюран, якого врятувала від вірної смерті «міліція Айдіда», захопивши в полон для обміну на ув'язнених прибічників Айдіда. Гері Гордон і Ренді Шугарт загинули, їх розтерзані тіла натовп протягнув по вулицях Могадішо. У травні 1994 року Гері Гордон і Ренді Шугарт були посмертно удостоєні найвищої нагороди США — Медалі Пошани. Це були перші нагородження цією нагородою з часів війни у В'єтнамі (з 1972 року).
Одночасно, решта рейнджерів та операторів ССО вела бої по місту. У деяких місцях оточені силами сомалійців, що значно переважали їх чисельно, вони перебували під постійним обстрілом та мінометним вогнем з боку супротивника. Велику допомогу американським солдатам надавала підтримка з повітря, вертольоти своїм вогнем забезпечували відносне прикриття та не дозволяли сомалійцям здійснювати маневр силами. Тим часом, силами 10-ї гірсько-піхотної дивізії США та малайзійських і пакистанських миротворців був організований конвой для врятування бійців та виведення їх з бою. Врешті-решт конвою з боями вдалося прорватися до оточених й виконати поставлену задачу з ексфільтрації усіх вояків.

### Наслідки битви
Битва в Могадішо стала найсерйознішою сутичкою американських збройних сил з часів В'єтнамської війни. Наслідком операції стала загибель 18 американських й одного малайзійського солдатів і поранення 85 інших військових; втрата двох багатоцільових вертольотів UH-60 «Блек Гок» та серйозні пошкодження ще одного. Повідомлення про загальні втрати сомалійських повстанців та мирного населення значно різняться, йдеться про втрати від 300 до 5000 осіб загиблими та кількох тисяч пораненими.
Однак, неймовірна ціна за одноденний бій не привела американців до досягнення їхньої мети: Мохамед Фарах Айдід залишався на свободі.
Операція «Готичний змій» тривала, але первинний настрій та загальна обстановка була вже зовсім іншими. Більш того, через два дні 6 жовтня 1993 у результаті обстрілу сомалійськими повстанцями американських позицій з міномета загинув оператор «Дельти» сержант першого класу Метт Раєрсон.
Це долило оливи до вогню, результат битви в Могадішо й загальна обстановка, що склалася, рішучим чином вплинули на дії американської адміністрації в Сомалі. Попри те, що мета рейду 3 жовтня була досягнута (обох прибічників Айдіда затримано), втрати були надто високими.
CNN оприлюднив кадри, зняті сомалійським журналістом Іссою Мухаммедом, в яких безмежно раді сомалійські бойовики тягали по місту розтерзане тіло загиблого бійця «Дельти». Ці кадри шокували американців. Американська громадськість з'ясувала, що країна стоїть на порозі втручання в чужу громадянську війну, як це сталося трьома десятиліттями раніше у В'єтнамі.
6 жовтня 1993, Президент Б.Клінтон провів термінову нараду в Білому Домі та висловив свою позицію ТВО голови Об'єднаного комітету начальників штабів США адміралу Девіду Джереміа: усі військові операції проти Айдіда мусять бути припинені, за винятком випадків необхідної самооборони, а американському народові було оголошено про намір вивести американські війська з Сомалі до 31 березня 1994 року.
15 грудня 1993, міністр оборони США Лес Еспін пішов у відставку, узявши на себе більшу частину провини за власне рішення не вводити свого часу танки та іншу бронетехніку на підтримку місії.
Вже після повного виведення всіх американських військ, декілька сотень морських піхотинців перебували поблизу сомалійського узбережжя на бойових кораблях ВМС США, в готовності надати допомогу в евакуації близько 1 000 американських громадян, військових радників та іншого цивільного населення, що працювали в офісі представництва США в Сомалі. Також для забезпечення евакуації американців з Могадішо до країни був спрямований батальйон 24-ї піхотної дивізії армії США і до березня 1994 американці з Сомалі повністю евакуювалися. Під загрозою масштабної військової операції, Айдіду було запропоновано укласти перемир'я, одночасно з вимогою негайно і беззастережно повернути полоненого пілота, що той і зробив. Через 11 днів полону Майкл Дюран був визволений.
Існують свідчення того, що на боці М. Айдіда в битві брали участь іноземні бойовики — ветерани Афганської війни. Транспортуванням їх в Сомалі і постачанням зброєю займався міжнародний терорист Осама бен Ладен, котрий пізніше заявив в одному з інтерв'ю, що йому це обійшлося в 3 млн доларів. Варто зазначити, що бойовики М.Айдіда за допомогою ісламістських фундаменталістів, найімовірніше Аль-Каїди, пройшли серйозну попередню підготовку щодо збиття вертольотів з використанням РПГ, що вони робили під час війни з радянською армійською авіацією в Афганістані.

## В культурі
Ключова подія операції «Готичний змій» — битва в Могадішо — знайшла відображення у книзі Падіння «Чорного яструба» Марка Боудена (1999), а за її сюжетом відомим режисером Рідлі Скоттом знята однойменна історична військова драма 2001 року. Фільм нагороджений двома Оскарами (найкращий звук та найкращий монтаж).
Компанією NovaLogic видана комп'ютерна відеогра «Delta Force: Black Hawk Down», а також гра «Lock ‘n Load: A Day of Heroes».

## Відео
- Somalia: Operation Gothic Serpent — Black Hawk Down over Mogadishu, Clip #1
- The Streets of Mogadishu during Operation Gothic Serpent
- US Marines in Somalia 1993 The Infamous Somalia Incident